# Яндья
Я́ндья (ест. Jändja küla) — село в Естонії, у волості Тюрі повіту Ярвамаа.

## Населення
Чисельність населення на 31 грудня 2011 року становила 50 осіб.

## Географія
Через населений пункт проходить автошлях 5 (Пярну — Раквере — Симеру). Від села починається дорога 15172 (Колу — Яндья).